# Georg Ludvig von Köhler
Georg Ludvig von Köhler, född 1738, död 3 mars 1820, var en svensk friherre och militär.

## Biografi
von Köhler var son till generallöjtnanten friherre Georg Reinhold von Köhler och Maria Christina Cronhielm af Flosta, vars mor var född grevinna Wallenstedt. von Köhler blev sergeant vid Bohusläns dragonregemente, sekundkornett 22 maj 1758, kornett 1759, löjtnant 7 april 1767 och kapten 30 maj 1769. Han blev sekundmajor 23 februari 1774 och premiärmajor 30 maj 1781, 9 maj samma år blev han överstelöjtnant. Han erhöll avsked 12 april 1786 med överstes namn, heder och värdighet. Han blev vice landshövding i Jönköpings län 18 juni 1788 och i tre veckor från 4 juli 1792. von Köhler blev riddare av Svärdsorden 28 maj 1772.